# معبد کونگوجی

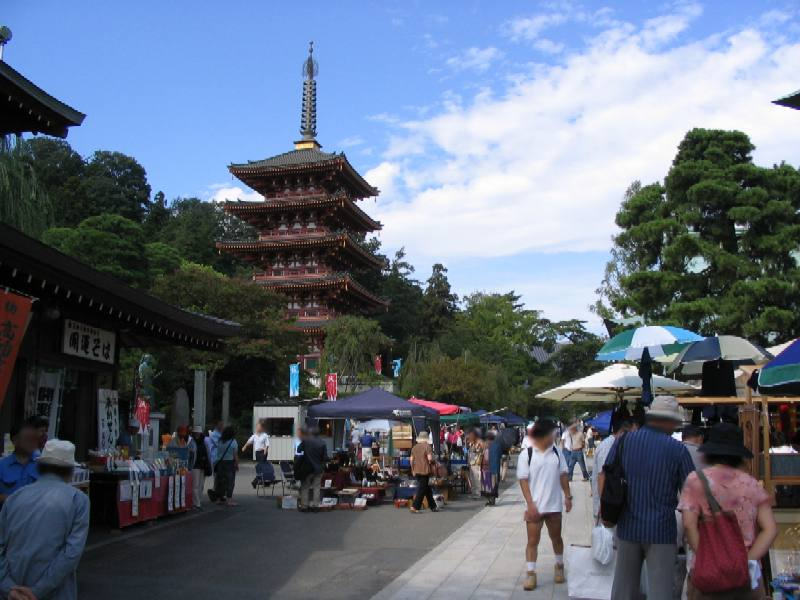
معبد کونگوجی.

معبد کونگوجی یا معبد تاکاها تافودو (به ژاپنی: 金剛寺) در منطقهٔ هینو در توکیو، پایتخت ژاپن واقع شده و در سال ۷۰۱ میلادی ساخته شده‌است. گل‌های آجی‌سائی یا (به انگلیسی: Hydrangea) این معبد بسیار متنوع و معروف‌است. 